# Grimmia australis
Grimmia australis är en bladmossart som beskrevs av Jesús Muñoz och Ryszard Ochyra 1999. Grimmia australis ingår i släktet grimmior, och familjen Grimmiaceae. Inga underarter finns listade i Catalogue of Life.